# Myrmeciza berlepschi
Myrmeciza berlepschi е вид птица от семейство Thamnophilidae.

## Разпространение
Видът е разпространен в Еквадор и Колумбия.